# Левченко Григорій Євменович
Левченко Григорій Євменович (10 квітня 1952, с. Тхорин — 8 квітня 2010) — педагог, кандидат педагогічних наук, заслужений працівник освіти України, провідний науковий співробітник лабораторії трудової підготовки і політехнічної творчості Інституту педагогіки НАПН України, співавтор підручників з трудового навчання та основ економіки.

## Біографія
Народився 10 квітня 1952 року в Тхорині. 
Здобув восьмирічну загальну освіту. У 1967 році вступив до Коростишівського педагогічного училища (спеціальність «учитель трудового навчання 4–8 класів»). У 1971 році з відзнакою закінчив училище, потім поступив на навчання в Київському державному педагогічному інституті імені М. Горького на фізико-математичному факультеті.
У 1976 році після завершення навчання, отримав направлення на роботу в Боярську середню школу № 2 Києво-Святошинського району Київської області. Не виключено, що саме вдалий старт педагогічної діяльності в школі дав перший відчутний імпульс для усвідомлення Григорієм Євменовичем фундаментальних педагогічних проблем трудової підготовки молоді. У 1977 році отримав посаду методиста Республіканського навчально-методичного кабінету трудового навчання і профорієнтації Міністерства освіти УРСР.
У 1978 році вступив до аспірантури Науково-дослідного інституту педагогіки УРСР, досліджував проблему залучення школярів до суспільно корисної, продуктивної праці. У 1982 році захистив кандидатську дисертацію на тему «Трудове виховання учнів 4–8 класів у процесі виробничої праці» під керівництвом академіка НАПН України В. М. Мадзігона. У центрі наукових інтересів Григорія Євменовича були дослідження питань залучення школярів до суспільно корисної, продуктивної праці, що було започатковано в його дисертаційному дослідженні.
У 1983 році очолив відділ трудового навчання, виховання і профорієнтації НДІ педагогіки УРСР. На його базі була створена лабораторія трудової підготовки і політехнічної творчості. Упродовж 16 років в очолюваній ним лабораторії основної ідеєю було застосування продуктивної праці як засобу виховання учнів.
У 1980—90 за його дієвої участі були розроблені й видані підручники та навчальні посібники з трудового навчання та технічних видів праці для учнів 5—9 класів.
Згодом працював на посаді вченого секретаря апарату Президії Національної академії педагогічних наук України.
Помер 8 квітня 2010 року.

### Особистість та родина
Про Григорія Євменовича згадують, як про чудового співрозмовника, уважного і дотепного, люблячого чоловіка. Був батьком двох дітей — Тараса та Надії. Дочка — стала вченою, працює старшим науковим співробітником в Інституті педагогіки.
У бібліографічному покажчику підготованому співробітниками НАПН та ДНПБ України зазначено, вчений прожив коротке, але насичене й багатогранне життя «завдяки таким особистим якостям, як вірність своєму покликанню, скромність, надзвичайна людяність та увага до навколишніх, бажання допомогати кожному й повсякчас». Підсумовуючи, відзначено, що Левченко Г. Є. залишив багатогранну наукову спадщину, «яка потребує глибокого вивчення й чекає на свого дослідника».

## Наукова робота
Разом із учнями-аспірантами Левченком Г. Є. були розроблені ідеї здійснення сумісної діяльності шкіл та виробництв з організації продуктивної праці школярів, обґрунтовані об'єкти, види суспільно корисної праці учнів, норми фізичних навантажень й оплати праці школярів, планування та обліку їхньої трудової діяльності, контролю якості праці тощо. Під керівництвом ученого підготовано й успішно захищено понад 10 кандидатських дисертацій.
Григорій Євменович увійшов до ряду ключових фахівців, які розробляли навчально-методичне забезпечення трудового навчання з технічних видів праці. Під його керівництвом було створено понад 30 навчальних програм із різних аспектів трудової підготовки, 18 методичних рекомендацій, 15 навчальних посібників, 5 підручників, 6 робочих зошитів тощо. Йому вдалося багато зробити для покращення шкільного трудового навчання, зокрема його ідеї лягли в основу створення трьох концепцій, освітнього стандарту й колективної монографії. Автор більш як 250 наукових праць.

### Праці історико-педагогічного спрямування
- «В. О. Сухомлинський про трудове навчання і виховання» (1981);
- «Використання спадщини А. С. Макаренка під час організації суспільно корисної, продуктивної праці школярів» (1988);
- «В. О. Сухомлинський про розвиток пізнавальної активності учнів» (1988);
- «Н. К. Крупська про наступність у навчанні» (1989);
- «Розвиток 13 принципів трудового виховання В. Сухомлинського в сучасній школі» (1997);
- «Про історію трудової підготовки учнів на Херсонщині» (2007);
- «Тернистий шлях до висот педагогічної науки (до 70-річчя В. М. Мадзігона)» (2007).[1]

### Підручники з основ економіки
- Основи економічних знань. 10–11 класи: підручник / В. М. Мадзігон Г. Є. Левченко, М. В. Вачевський. — К.: Центр навч. літ., 2004. — 536 с.
- Основи економіки: навч. посіб. для учнів ліцеїв, коледжів, гімназій та загальноосвіт. шк.: 10—11—12 кл. / М. В. Вачевський, В. М. Мадзігон, Г. Є. Левченко [та ін.]. — Київ: Пед. думка, 2007. — 612 с.

## Нагороди та вшанування пам'яті
- «Відмінник народної освіти» (1986);
- Подяка Кабінету Міністрів України (2002);
- Нагрудний знак «А. С. Макаренко» (2005);
- «Заслужений працівник освіти України» (14 травня 2004).

У травні 2012 року в Інституті педагогіки НАПН України відбувся круглий стіл, присвячений вшануванню світлої пам'яті вченого-педагога Григорія Євменовича Левченка.
4 жовтня 2013 року відбулася презентація книги спогадів «З добра та любові...», присвячена пам'яті вченого. Портрет вченого написав миколаївський художник, член спілки художників України Пантелейчука С. В.